# Chachatistsqali
Chachatistsqali (georgiska: ხახათისწყალი) är ett vattendrag i Georgien. Det ligger i den centrala delen av landet, i regionerna Inre Kartlien och Imeretien.